# Culicoides hayesi
Culicoides hayesi är en tvåvingeart som beskrevs av Matta 1967. Culicoides hayesi ingår i släktet Culicoides och familjen svidknott. Inga underarter finns listade i Catalogue of Life.